# Upplands runinskrifter 31
Upplands runinskrifter 31 är en vikingatida runsten i Väntholmen, Hilleshögs socken och Ekerö kommun. 
Runstenen är av granit, 1,7 meter hög och 0,95 meter bred. Runhöjden är cirka 9 centimeter.

## Inskriften
Translitterering av runraden:
§A : sta[infas-r : li- ... ...in : at : b]iar[n] -u---[u]r ...i[n] 
§B ... at : bia-[n a-... ...rnfas]... ...
Normalisering till runsvenska:
§A Stæinfas[t]r le[t] ... [stæ]in at Biorn, [br]o[ð]ur [s]inn. 
§B ... at Bio[r]n o[k A]rnfas[t] ...
Översättning till nusvenska:
Stenfast lät ... sten efter Björn, sin broder ... efter Björn och Arnfast(?)